# Folkstudio
Folkstudio est un club et label discographique italien, anciennement basé à Rome, actif entre 1961 et 1998.

## Histoire

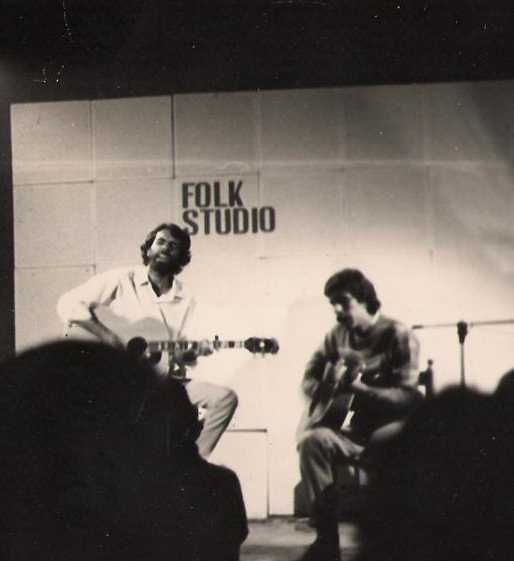
le duo Tommy & Marco au Folkstudio en 1983.

Le club est fondé en 1961 par le peintre, musicien et acteur américain Harold Bradley. Il était situé Via Garibaldi, dans le Trastevere,. En janvier 1963, Bob Dylan, alors peu connu, se produit au club,. En 1967, Bradley repart aux États-Unis et la direction du club est confiée au mélomane Giancarlo Cesaroni. Initialement axé sur les artistes de jazz et de blues, il accueille progressivement des artistes appartenant à d'autres styles et tendances. En 1971, il déménage de Via Garibaldi à la librairie de L’Uscita, située Via dei Banchi Vecchi, et s'installe finalement à Via Sacchi, Trastevere.
Au cours des années 1970, le club contribue au lancement de plusieurs artistes, notamment des auteurs-compositeurs interprètes comme Antonello Venditti, Francesco De Gregori, Rino Gaetano, Mimmo Locasciulli, Stefano Rosso, Gianni Togni, Sergio Caputo , Grazia Di Michele et 
Mario Castelnuovo,. Cesaroni crée également un label Folkstudio, qui publiera les premiers albums d'artistes se produisant régulièrement dans le club, tels que Corrado Sannucci et Mimmo Locasciulli.
Le Folkstudio cesse son activité en 1998 après le décès de Giancarlo Cesaroni.